# Cannae (ville antique)
Pour les articles homonymes, voir Cannae et Cannes (homonymie).
Cannae (en latin), maintenant Cannes, était une ancienne ville des Pouilles, située à 9 km de la mer Adriatique, et érigée à 54 m d'altitude dominant la rive droite du fleuve côtier Ofanto. Théâtre de la célèbre bataille de Cannes, elle correspond à l'actuel village de Canne della Battaglia, à Barletta. Il y a des vestiges archéologiques d'intérêt, parmi lesquels se distinguent une villa des anciens habitants des Pouilles, un menhir et une nécropole se trouvant sur le site archéologique de Canne della Battaglia.

## Historique

### Ère préhistorique
Les premières traces remontent à la fin de l'âge de la pierre. Les découvertes trouvées à proximité de la ville antique, à savoir des grottes néolithiques, des céramiques et des statues, des murs mégalithiques et un menhir, découverts lors d'une fouille archéologique en 1938. 

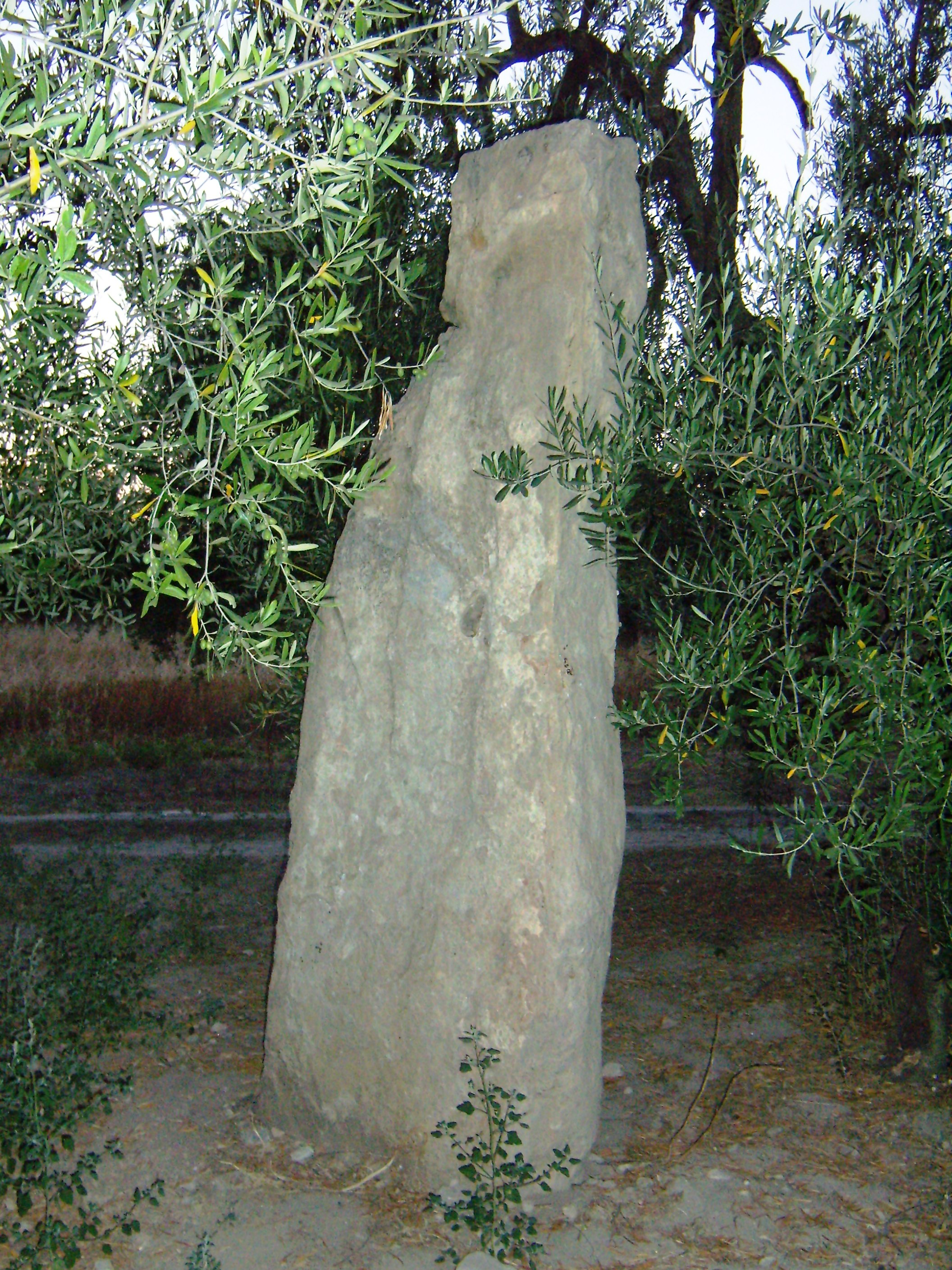
le menhir.

Ses bords sont parfaitement orientés vers l'est. L'alignement particulier de la pierre mégalithique a donné lieu à diverses considérations sur son origine, parmi lesquelles l'importance tenue dans l'Antiquité par les religions solaires, le passage de Diomède, qui aurait utilisé d'énormes rochers comme le menhir comme ligne de frontière par rapport à la zone daunienne et enfin comme monument funéraire. Entre 5000 av. J.-C. et 4000 av. J.-C., le territoire de Cannae semble avoir connu une forte densité de population, alimentée par la proximité du fleuve Ofanto qui permettait la pêche, la chasse et la culture de nombreuses espèces végétatives. La présence habitée importante est démontrée par les quantités considérables de découvertes de céramiques, pour la plupart imprimées, trouvées dans la zone. Les premiers hommes arrivés dans cette zone auraient utilisé des abris naturels comme résidences personnelles, principalement des grottes et des environnements creusés dans la roche, trouvés dans toute la vallée d'Ofanto et près de la colline de San Mercurio près de la citadelle de Cannae.

### Âge protohistorique

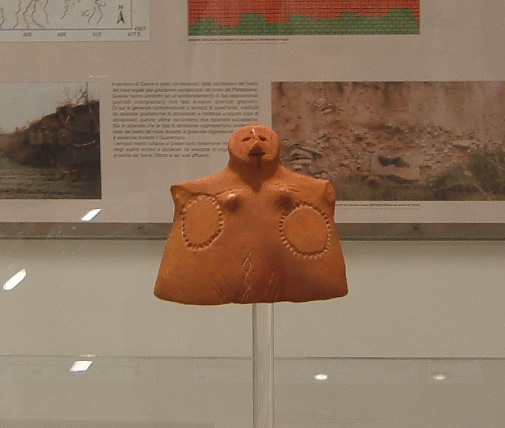
Statuette féminine en terre cuite (Antiquarium de Canne).

La présence résidentielle a également été constatée plus tard, entre l'âge du bronze et l'âge du fer, notamment dans la zone de Canne Fontanella et sur la colline de San Mercurio, comme en témoignent les fosses funéraires et les fondations de cabanes. Les fouilles menées par Michele Gervasio (it) ont mis en évidence des éléments en céramique et en argile. Des colonies remontant à l'âge du bronze ont été découvertes le long de la rive nord de l'Ofanto, notamment Pozzo di Canne, Canne Fontanella et Madonna del Petto ainsi que Canne elle-même. Le village de Canne Fontanella devait être particulièrement important du point de vue de l'habitat. En effet, outre de véritables contextes de cabanes, des fouilles de silos destinés au stockage des aliments, des éléments de murs continus, probablement des restes d'anciennes clôtures ou des fondations de maisons primitives en pierre, ont été découverts.

### Époque romaine

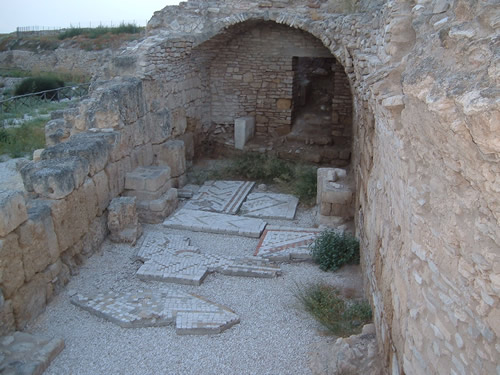
Vestiges romains.

Comme beaucoup de villes des Pouilles, Cannae est née entre les VIe et IVe siècles av. J.-C. comme un simple village, résultat d'établissements préhistoriques remontant à l'âge du fer, devenant le vicus et le magasin fluvial de la ville de Canosa à l'époque romaine. Ici, le 2 août 216 av. J.-C., peut-être dans la zone encore appelée aujourd'hui le campo disangue, eut lieu la célèbre bataille de Cannes, au cours de laquelle les Romains subirent une grave défaite face aux Carthaginois commandés par Hannibal.

### Époque médiévale
Avec le déclin de l'Empire romain d'Occident, Cannae fut également dévastée par les barbares et en 547, pendant la guerre gothique, elle fut détruite par les troupes ostrogothes de Totila. Après une lente reconstruction, la ville renaît et continue à vivre dans l'ombre de Canosa jusqu'à la destruction de cette dernière en 872 par les Sarrasins, acquérant ainsi une nouvelle importance également avec la création d'un diocèse, sur le siège duquel, en 1100, l'évêque Roger de Cannes (saint patron de Barletta) était assis.
En raison de sa position stratégique, Canne fut le théâtre d'autres batailles, dont celle qui eut lieu le 1er octobre 1018 entre les Normands menés par Gilbert Buatère et engagés par Melo de Bari, chef des insurgés des Pouilles, et les Byzantins, dirigés par les Catapan Basilio Boioannes, dont ils sont sortis vainqueurs. Sous la domination byzantine, Cannes connaît sa période de plus grand épanouissement jusqu'en 1083, date à laquelle, passée sous la possession des Normands, elle est détruite par Robert Guiscard en vengeance de la révolte menée par son neveu, le baron Herman de Hauteville. 
Désormais à genoux, Cannes n'arrivait plus à se relever. L'exode lent, mais inexorable de ses citoyens, a conduit la plupart d'entre eux à émigrer vers la ville voisine de Barletta. C'est pourquoi, en 1303, son territoire fut annexé par Charles II d'Anjou d'abord à celui de Canosa di Puglia, puis à celui de Barletta. Les Cannois, installés à Barletta, occupèrent l'ancien village de San Giacomo extra moenia avec son église du même nom datant du XIe siècle. En 1456, le titre épiscopal de Canna fut uni à celui des évêques de Nazareth résidant à Barletta, mettant ainsi fin à la vie religieuse de la localité.

### Site archéologique
Le musée et le parc archéologique sont situés dans une zone de grande valeur paysagère et naturaliste et font partie du Parc naturel régional de la rivière Ofanto, dont le site archéologique constitue l'une des « portes d'entrée »,.

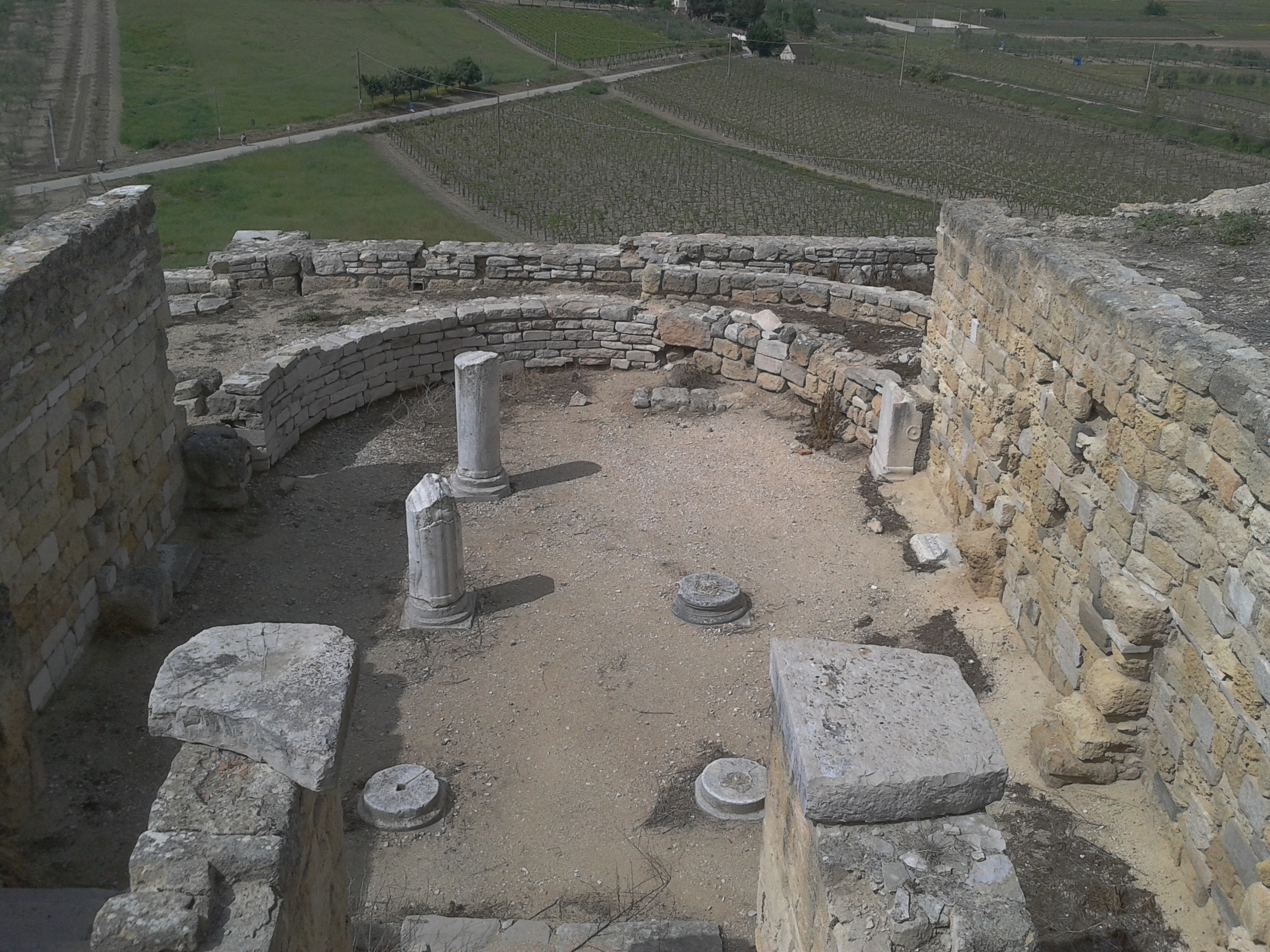
Zone archéologique.
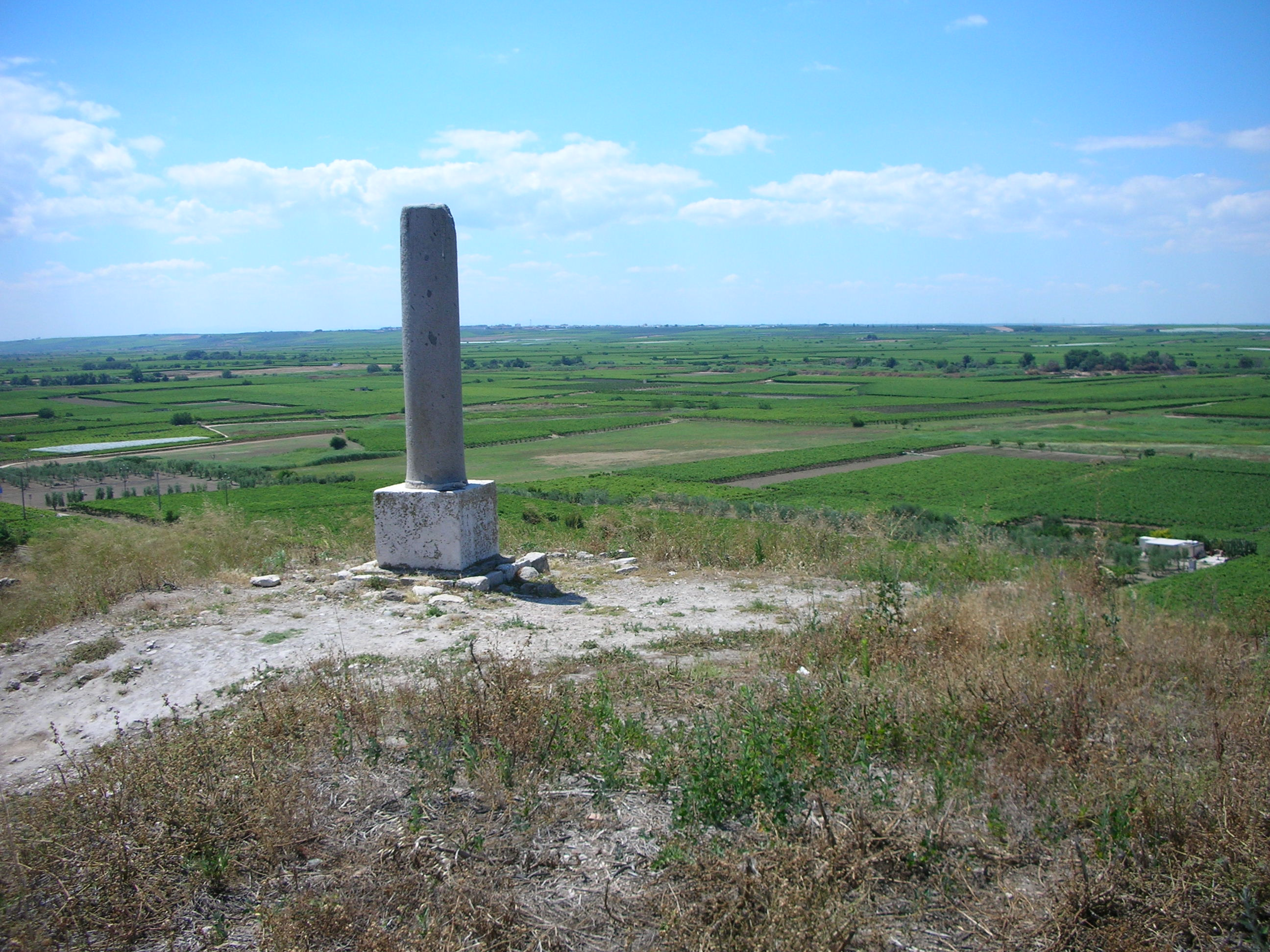
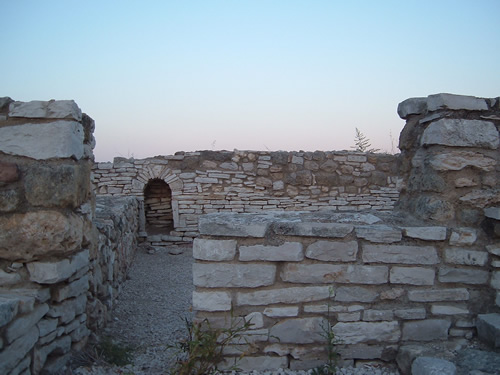

### Musée
L'Antiquarium di Canne (it) présente des trouvailles provenant des fouilles de la région, de la préhistoire, ainsi que des découvertes grecques, romaines et médiévales. Le musée possède une riche collection de vases à décor géométrique du IVe au IIIe siècle av. J.-C., objets funéraires provenant d'une ancienne nécropole près de Cannes. Il n'y a aucune découverte de la bataille entre Romains et Carthaginois.